# Tollaslabda a 2012. évi nyári olimpiai játékokon
A 2012. évi nyári olimpiai játékokon a tollaslabda mérkőzéseit július 28. és augusztus 5. között rendezték. Összesen 5 versenyszámban avattak olimpiai bajnokot.

## Eseménynaptár
| S                                         | Selejtezők | N | Nyolcaddöntők | ¼ | Negyeddöntők | ½ | Elődöntők | D | Döntő |
| De. = Délelőtt, Du. = Délután, Es. = Este |            |   |               |   |              |   |           |   |       |

| Nap →         | 28  | 28  | 28  | 29  | 29  | 29  | 30  | 30  | 30  | 31  | 31  | 31  | 1   | 1   | 1   | 2   | 2   | 2   | 3   | 3   | 4   | 4   | 5   | 5   |
| Versenyszám ↓ | De. | Du. | Es. | De. | Du. | Es. | De. | Du. | Es. | De. | Du. | Es. | De. | Du. | Es. | De. | Du. | Es. | De. | Du. | De. | Du. | De. | Du. |
| ------------- | --- | --- | --- | --- | --- | --- | --- | --- | --- | --- | --- | --- | --- | --- | --- | --- | --- | --- | --- | --- | --- | --- | --- | --- |
| Férfi egyéni  | S   | S   | S   | S   | S   | S   | S   | S   | S   | S   | S   | S   | N   | N   | N   |     |     | ¼   |     | ½   |     |     |     | D   |
| Férfi páros   | S   | S   | S   | S   | S   | S   | S   | S   | S   | S   | S   | S   |     |     |     | ¼   |     |     |     |     |     | ½   |     | D   |
| Vegyes páros  | S   | S   | S   | S   | S   | S   | S   | S   | S   | S   | S   | S   | ¼   | ¼   |     |     | ½   |     |     | D   |     |     |     |     |
| Női egyéni    | S   | S   | S   | S   | S   | S   | S   | S   | S   | S   | S   | S   | N   | N   | N   |     | ¼   |     | ½   |     |     | D   |     |     |
| Női páros     | S   | S   | S   | S   | S   | S   | S   | S   | S   | S   | S   | S   |     |     | ¼   |     |     | ½   |     |     |     | D   |     |     |

## Éremtáblázat
(A táblázatokban az egyes számoszlopok legmagasabb értéke vagy értékei vastagítással kiemelve.)
| A 2012. évi nyári olimpiai játékok éremtáblázata tollaslabdában | A 2012. évi nyári olimpiai játékok éremtáblázata tollaslabdában | A 2012. évi nyári olimpiai játékok éremtáblázata tollaslabdában | A 2012. évi nyári olimpiai játékok éremtáblázata tollaslabdában | A 2012. évi nyári olimpiai játékok éremtáblázata tollaslabdában | Olimpia  |
| --------------------------------------------------------------- | --------------------------------------------------------------- | --------------------------------------------------------------- | --------------------------------------------------------------- | --------------------------------------------------------------- | -------- |
|                                                                 | Ország                                                          | Arany                                                           | Ezüst                                                           | Bronz                                                           | Összesen |
| 1.                                                              | Kína (CHN)                                                      | 5                                                               | 2                                                               | 1                                                               | 8        |
|                                                                 |                                                                 |                                                                 |                                                                 |                                                                 |          |
| 2.                                                              | Dánia (DEN)                                                     | 0                                                               | 1                                                               | 1                                                               | 2        |
| 3.                                                              | Japán (JPN)                                                     | 0                                                               | 1                                                               | 0                                                               | 1        |
| 3.                                                              | Malajzia (MAS)                                                  | 0                                                               | 1                                                               | 0                                                               | 1        |
|                                                                 |                                                                 |                                                                 |                                                                 |                                                                 |          |
| 5.                                                              | Dél-Korea (KOR)                                                 | 0                                                               | 0                                                               | 1                                                               | 1        |
| 5.                                                              | India (IND)                                                     | 0                                                               | 0                                                               | 1                                                               | 1        |
| 5.                                                              | Oroszország (RUS)                                               | 0                                                               | 0                                                               | 1                                                               | 1        |
|                                                                 |                                                                 |                                                                 |                                                                 |                                                                 |          |
| Összesen                                                        | Összesen                                                        | 5                                                               | 5                                                               | 5                                                               | 15       |

## Érmesek
| A 2012. évi nyári olimpiai játékok érmesei tollaslabdában |                                        |                                              |                                                             |
| Versenyszám                                               | Arany                                  | Ezüst                                        | Bronz                                                       |
| Férfi egyes                                               | Lin Tan · Kína (CHN)                   | Lee Chong Wei · Malajzia (MAS)               | Csen Long · Kína (CHN)                                      |
| Női egyes                                                 | Li Hszüe-rui · Kína (CHN)              | Vang Ji-han · Kína (CHN)                     | Sájna Nehavál · India (IND)                                 |
| Férfi páros                                               | Kína (CHN) · Cai Jun · Fu Hai-feng     | Dánia (DEN) · Mathias Boe · Carsten Mogensen | Dél-Korea (KOR) · Csong Dzseszong · I Jongde                |
| Női páros                                                 | Kína (CHN) · Tien Kving · Csao Jün-lej | Japán (JPN) · Fudzsii Mizuki · Kakiiva Reika | Oroszország (RUS) · Valerija Szorokina · Nyina Viszlova     |
| Vegyes páros                                              | Kína (CHN) · Csang Nan · Csao Jün-lej  | Kína (CHN) · Hszü Csen · Ma Csin             | Dánia (DEN) · Joachim Fischer Nielsen · Christinna Pedersen |